# 納漢特 (麻薩諸塞州)
納漢特（英語：Nahant）是一個位於美國麻薩諸塞州艾塞克斯縣的鎮。

## 人口
根據2020年美國人口普查的數據，納漢特的面積為40.10平方千米，當中陸地面積為2.70平方千米，而水域面積為37.40平方千米。當地共有人口3334人，而人口密度為每平方千米83人。